# 거미꼬리뿔독사
거미꼬리뿔독사(Spider-tailed horned viper)는 2006년에 기재된 서부 이란 지역에 살고 있는 살무사과의 뱀의 하나이다.
뱀의 머리는 Pseudocerastes속의 다른 뱀들과 비슷하게 생겼지만, 거미를 연상시키는 길고 늘어진 전구 같은(bulb-like) 독특한 꼬리를 가지고 있다.